# Bohlinger Aachried
Das Bohlinger Aachried ist ein Naturschutzgebiet im Gebiet der Gemeinde Singen (Hohentwiel) im baden-württembergischen Landkreis Konstanz in Deutschland.
Das Schutzgebiet umfasst rund 22 Hektar Kulturlandschaft der Radolfzeller-Aach-Niederung und wurde 1981 als Naturschutzgebiet ausgewiesen.

## Schutzzweck
Schutzzweck ist laut Schutzgebietsverordnung die Erhaltung des Bohlinger Aachrieds als Feuchtgebiet, das zahlreichen, zum Teil vom Aussterben bedrohten Pflanzen- und Tierarten Lebensraum bietet und als ein die Kulturlandschaft der Aachniederung bereichernder naturhafter Landschaftsteil.